# Aurora Tognetti
Aurora Tognetti (Roma, 16 de septiembre de 1998) es una deportista italiana que compite en pentatlón moderno. Ganó una medalla de plata en el Campeonato Mundial de Pentatlón Moderno de 2023, en la prueba de relevos.

## Medallero internacional
| Campeonato Mundial | Campeonato Mundial | Campeonato Mundial | Campeonato Mundial |
| Año                | Lugar              | Medalla            | Competición        |
| ------------------ | ------------------ | ------------------ | ------------------ |
| 2023               | Bath (Reino Unido) | Medalla de plata   | Relevo             |